# Ferdinand Sternbach
Ferdinand von Wenzel-Sternbach (6. ledna 1815 Trens in Tirol – 22. dubna 1897 Třešť) byl rakouský šlechtic a politik z Moravy; poslanec Moravského zemského sněmu.

## Biografie
Byl šlechtického původu. Měl titul svobodného pána (hraběte). Jeho otcem byl Johann Wenzel von Sternbach, matkou hraběnka Marie Josefína Herbsteinová. Ferdinand se roku 1846 oženil s hraběnkou Gabrielle Kueniglovou. Měli syna Leopolda. Zpočátku se Ferdinand věnoval vojenské dráze. Po smrti svého bratra ovšem armádu opustil a převzal správu rodinných statků. Patřilo mu panství Třešť. Zasloužil se o rozvoj města, podílel se na výstavbě mateřské školy s českým vyučovacím jazykem.
Zapojil se i do vysoké politiky. Už během revolučního roku 1848 byl v zemských volbách 1848 zvolen na Moravský zemský sněm, kde zastupoval kurii virilistů a velkostatků. Do politiky se vrátil po obnovení ústavního systému vlády. V zemských volbách 1861 se opět stal poslancem Moravského zemského sněmu, za kurii velkostatkářskou, I. sbor. Rezignoval roku 1863. Na sněm se vrátil v zemských volbách v září 1871. Uspěl i v krátce poté konaných zemských volbách v prosinci 1871. Mandátu byl zbaven v roce 1872. Na sněmu hlasoval se Stranou konzervativního velkostatku.
Zemřel v dubnu 1897 ve věku 86 let.